# Mildred Muis
Mildred Muis (Amsterdam, 28 luglio 1968) è un'ex nuotatrice olandese.
Specializzata nello stile libero e nei misti ha vinto la medaglia d'argento nella staffetta 4x100 m sl alle Olimpiadi di Seoul 1988. È la gemella di Marianne, con la quale ha gareggiato in numerose gare.

## Palmarès
- Olimpiadi
  - Seoul 1988: argento nella staffetta 4x100 m sl.

- Mondiali
  - 1986 - Madrid: bronzo nella staffetta 4x200 m sl.
  - 1991 - Perth: argento nella staffetta 4x200 m sl e bronzo nella staffetta 4x100 m sl.

- Europei
  - 1985 - Sofia: argento nella staffetta 4x200 m sl.
  - 1987 - Strasburgo: argento nella staffetta 4x100 m sl.
  - 1989 - Bonn: argento nelle staffette 4x100 m sl e 4x200 m sl, bronzo nei 200 m misti.

- Universiadi
  - 1995 - Fukuoka: argento nei 100 m sl e bronzo nei 50 m sl.